# Combretum trifoliatum
Combretum trifoliatum är en tvåhjärtbladig växtart som beskrevs av Étienne Pierre Ventenat. Combretum trifoliatum ingår i släktet Combretum och familjen Combretaceae. Inga underarter finns listade i Catalogue of Life.